# Lepanthes thurstoniorum
Lepanthes thurstoniorum är en orkidéart som beskrevs av Salazar, Soto Arenas och O.Suárez. Lepanthes thurstoniorum ingår i släktet Lepanthes och familjen orkidéer. Inga underarter finns listade i Catalogue of Life.